# Get Outta My Dreams, Get into My Car
Get Outta My Dreams, Get into My Car — песня британского певца Билли Оушена, основанная на мотиве песни Ринго Старра — «You’re Sixteen». Отчасти песня была популярна из-за музыкального клипа, в котором живое действие сочеталось с мультипликационной анимацией. Сингл занял 1-е место в американских чартах Billboard Hot 100 и Hot Black Singles, в то время как в британском чарте UK Singles Chart ему удалось занять только лишь 3-е место.
Также песня использовалась в качестве саундтрека к фильму 1988 года — Водительские права. На песню был сделан кавер группой Fenix TX, использованный в качестве саундтрека к фильму NASCAR Thunder 2003. В 2013 году шок-рок-группа GWAR записала свою кавер-версию на эту песню. Видеоклип к ней был размещён на развлекательном сайте The A.V. Club в рамках рубрики «A.V. Undercover series». В 2014 году песня была использована в рекламе шоколадного батончика Twix Bites.

## Музыкальное видео
Видеоклип практически полностью состоит из сцен, где Билли катается на автомобиле, за исключением вставок с мультипликационными персонажами.

## Список композиций
- 12" Single (BOS T 1)

1. «Get Outta My Dreams, Get Into My Car (Extended Version)» — 8:59
2. «Get Outta My Dreams, Get Into My Car (7" Version)" — 4:43
3. «Showdown» — 4:58

- 7" Single (BOS 1)

1. «Get Outta My Dreams, Get Into My Car» — 4:10
2. «Showdown» — 4:58

- CD Maxi-Single (BOS CD1)

1. «Get Outta My Dreams, Get Into My Car (Extended Version)» — 8:59
2. «When The Going Gets Tough, The Tough Get Going» — 4:02
3. «Showdown» — 4:58

## Официальные версии
1. Альбомная версия — 5:36
2. Долгая версия — 8:59
3. Инструментальная версия — 5:29
4. Сингловая версия — 4:43

## Позиции в чартах
| Чарт (1988-89)                           | Позиция |
| ---------------------------------------- | ------- |
| Australia (Kent Music Report)            | 1       |
| Австрия (Ö3 Austria Top 40)              | 8       |
| Belgium (VRT Top 30 Flanders)            | 1       |
| Canada (RPM)                             | 1       |
| Франция (SNEP)                           | 41      |
| ФРГ (GfK)                                | 3       |
| Ireland (IRMA)                           | 1       |
| Нидерланды (Dutch Top 40)                | 1       |
| Новая Зеландия (Recorded Music NZ)       | 2       |
| Норвегия (VG-lista)                      | 1       |
| Spain (AFYVE)                            | 5       |
| Швеция (Sverigetopplistan)               | 4       |
| Швейцария (Schweizer Hitparade)          | 3       |
| UK Singles (The Official Charts Company) | 3       |
| US Billboard Hot 100                     | 1       |
| US Billboard Hot Black Singles           | 1       |
| US Billboard Hot Adult Contemporary      | 5       |
| US Billboard Hot Dance Club Play         | 25      |